# Герби країн Європи
У наведеному нижче списку вказані герби чи емблеми держав, регіонів, автономних і залежних територій, які використовуються у Європі.

## Герби та емблеми країн

Австрія
Азербайджан
Албанія
Андорра
Бельгія
Білорусь
Болгарія
Боснія і Герцеговина
Ватикан
Велика Британія
Вірменія
Греція
Грузія
Данія
Естонія
Ірландія
Ісландія
Іспанія
Італія
Казахстан
Латвія
Литва
Ліхтенштейн
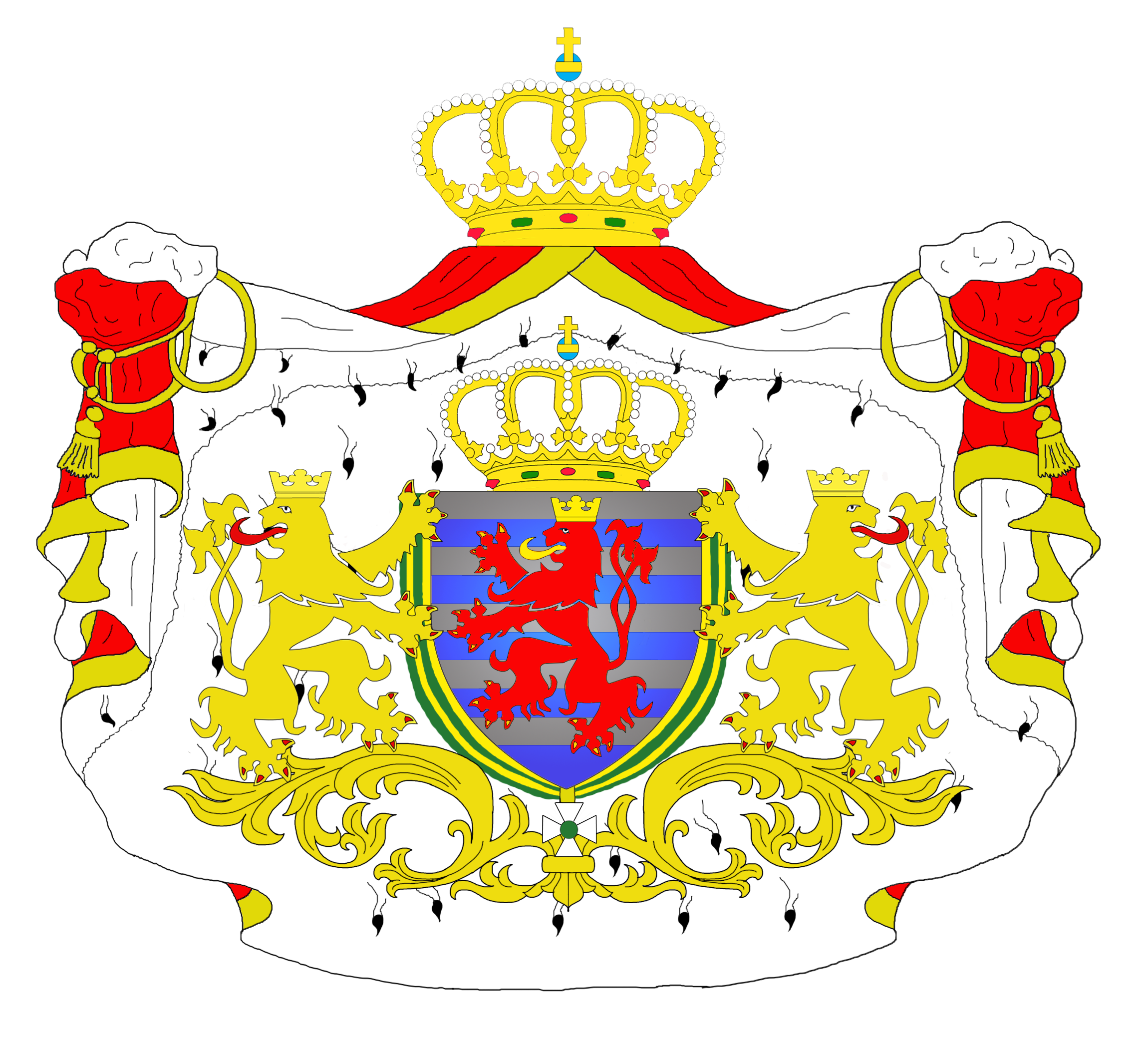
Люксембург
Македонія
Мальта
Мальтійський орден
Молдова
Монако
Нідерланди
Німеччина
Норвегія
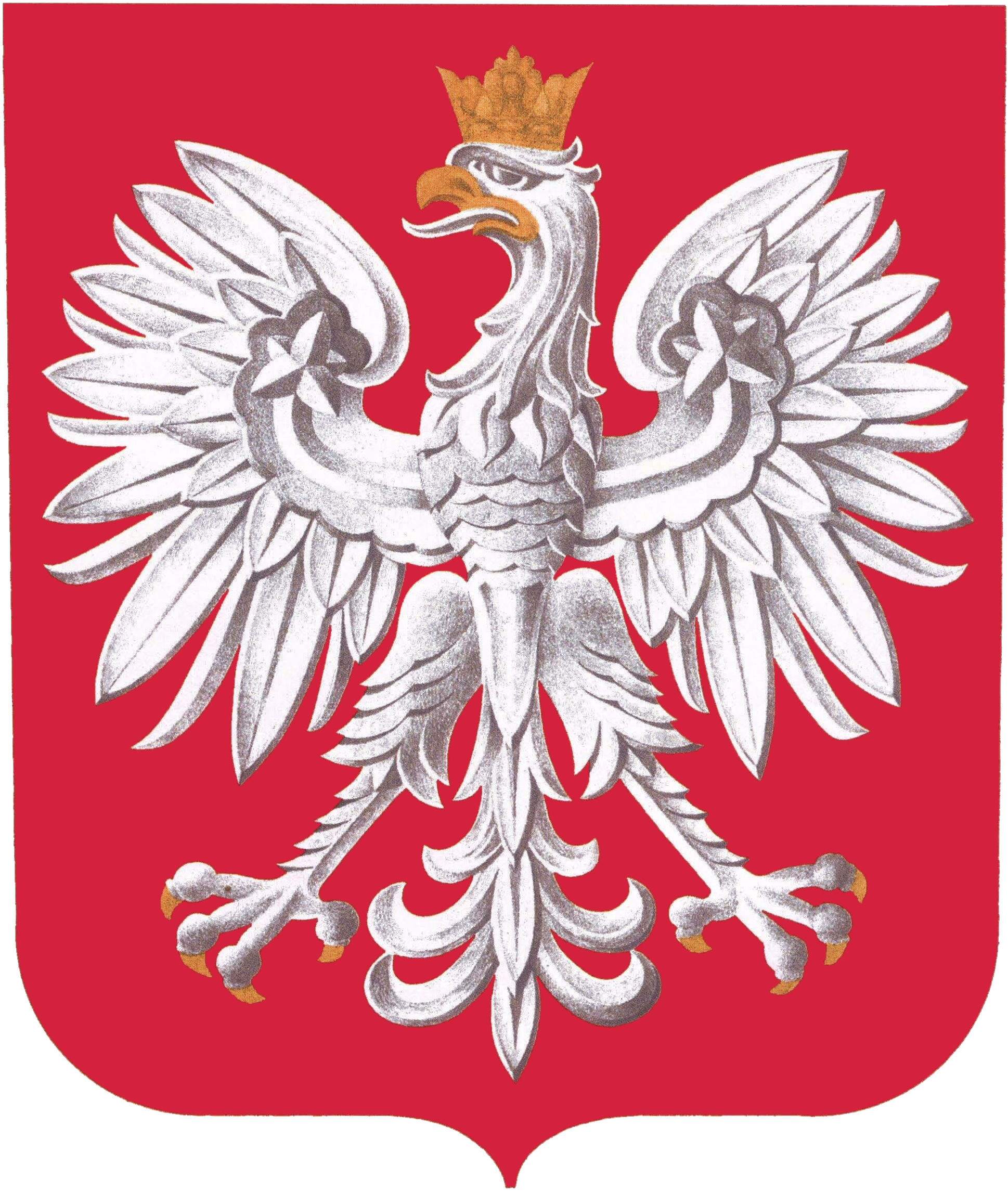
Польща
Португалія
Росія
Румунія
Сан-Марино
Сербія
Словаччина
Словенія
Угорщина
Україна
Фінляндія
Франція
Хорватія
Чехія
Чорногорія
Швейцарія
Швеція

## Герби регіонів, автономних і залежних територій

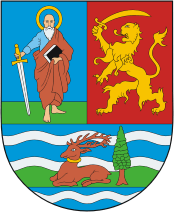
Воєводина

АР Крим

Землі Австрії

Бургенланд
Відень
Верхня Австрія
Зальцбург
Каринтія
Нижня Австрія
Тіроль
Форарльберг
Штирія

Регіони Бельгії

Брюссельський столичний регіон
Валлонія
Фламандський регіон

Провінції Бельгії

Антверпен
Валлонський Брабант
Східна Фландрія
Західна Фландрія
Лімбург
Льєж
Люксембург
Намюр
Фламандський Брабант
Ено

Країни Сполученого Королівства

Англія
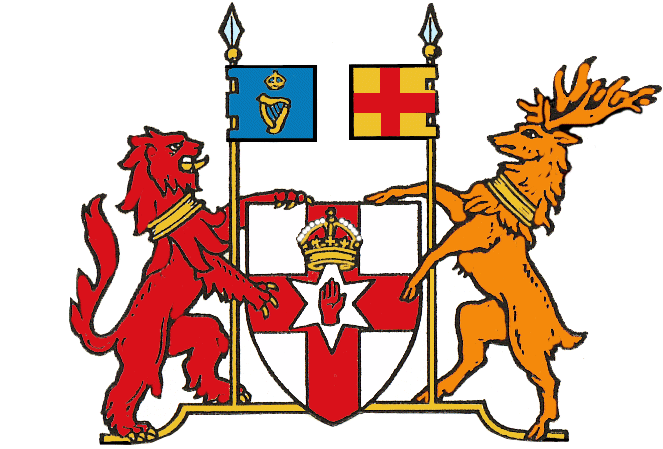
Північна Ірландія
Вельз
Шотландія

Коронні землі

Гернсі
Джерсі
Острів Мен

Заморська територія Великої Британії

Гібралтар

Землі Німеччини

Баварія
Баден-Вюртемберг
Берлін
Бранденбург
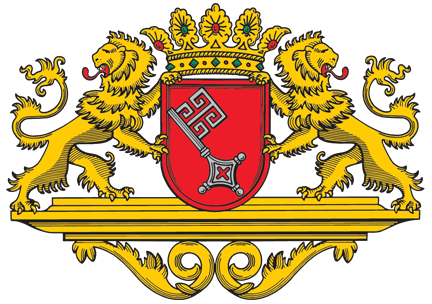
Бремен
Гамбург
Гессен
Мекленбург-Передня Померанія
Нижня Саксонія
Рейнланд-Пфальц
Саар
Саксонія
Саксонія-Ангальт
Північний Рейн-Вестфалія
Тюрингія
Шлезвіг-Гольштейн

Автономний регіон Данії

Фарерські острови

Автономні спільноти Іспанії

Андалусія
Арагон
Астурія
Балеарські острови
Валенсія
Галісія
Канарські острови
Кантабрія
Кастилія-Ла-Манча
Кастилія і Леон
Каталонія
Мадрид
Мурсія
Наварра
Ла Ріоха
Країна Басків
Естремадура

Регіони Італії

Абруццо
Апулія
Базиліката
Валле-д’Аоста
Калабрія
Кампанія
Лігурія
Ломбардія
Молізе
П'ємонт
Сардинія
Сицилія
Тоскана
Трентіно-Альто-Адідже
Умбрія

Автономне територіальне утворення Молдови

Гагаузія

Провінції Нідерландів

Гелдерланд
Гронінген
Дренте
Зеландія
Лімбург
Оверейсел
Північна Голландія
Північний Брабант
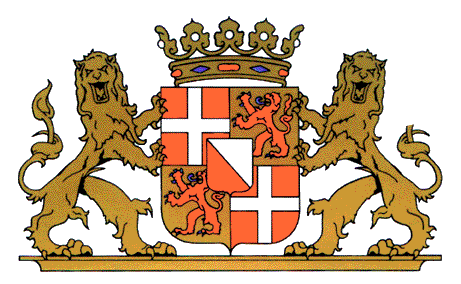
Утрехт
Герб Фрисландії
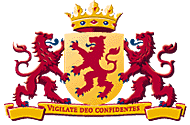
Південна Голландія

Автономний край Сербії
- Воєводина

Автономна республіка України
- АР Крим

Автономна провінція Фінляндії

Аландські острови

Регіони Франції

Аквітанія
Бретань
Бургундія
Верхня Нормандія
Ельзас
Іль-де-Франс
Корсика
Лангедок-Руссільйон
Лімузен
Лотарингія
Нижня Нормандія
Нор — Па-де-Кале
Овернь
Країна Луари
Південь-Піренеї
Пікардія
Прованс — Альпи — Лазурний Берег
Пуату-Шарант
Рона-АльпиРона-Альпи
Франш-Конте
Центр-Долина Луари
Шампань—Арденни

Кантони Швейцарії

Ааргау
Аппенцелль — Ауссерроден
Аппенцелль — Іннерроден
Базель-Ланд
Базель-Штадт
Берн
Вале
Во
Гларус
Граубюнден
Женева
Золотурн
Люцерн
Нашатель
Нідвальден
Обвальден
Санкт-Галлен
Тічино
Тургау
Урі
Фрібур
Цуг
Цюрих
Шаффгаузен
Швіц
Юра